# Sampradaya
En el hinduismo, una sampradaya es una tradición de disciplina espiritual.
En letra devánagari se escribe: सम्प्रदाय, que en sánscrito significa ‘tradición’ o ‘trasmisión’).
El saber espiritual viene transmitido del maestro (gurú) al discípulo (śiṣia), que cuando llega a ser maestro lo transmite fielmente a un nuevo discípulo, se forma así una cadena de maestros (guru parampara), entre los cuales el saber se transmite de manera oral (śravanam) y a la cual se llega después de haber recibido la iniciación (diksá) y no por derecho de nacimiento, diferencia esta esencial con las dinastías hereditarias o gotra.

## Cuatro sampradaias vaishnavas
Existen cuatro sampradaias visnuístas, cada una de las cuales sostiene haber sido comenzada por cuatro dioses principales:
- Madhwa Acharia dijo que Brahma lo había elegido para fundar la Brahmá sampradaia.
- Ramanuya dijo que la diosa Laksmí (consorte del dios Visnú) lo había elegido para fundar la Laksmi sampradaia.
- Visnú Swami dijo que el dios Rudra (Shivá) lo había elegido para fundar la Rudra sampradaia.
- Nimbarka dijo que el sabio bebé Sanaka, uno de los cuatro dioses Kumaras, lo había alentado a fundar la Kumara sampradaia.

Según el Padma-purana, sin haber recibido la iniciación por parte de un gurú auténtico (o sea, perteneciente a alguna de estas cuatro sampradaias), el mantra recibido no será efectivo.
Del mismo modo, existen sampradayas shivaitas, como la Nath y la Nandinatha.
- Datos: Q2464602